# Stockholm Steam

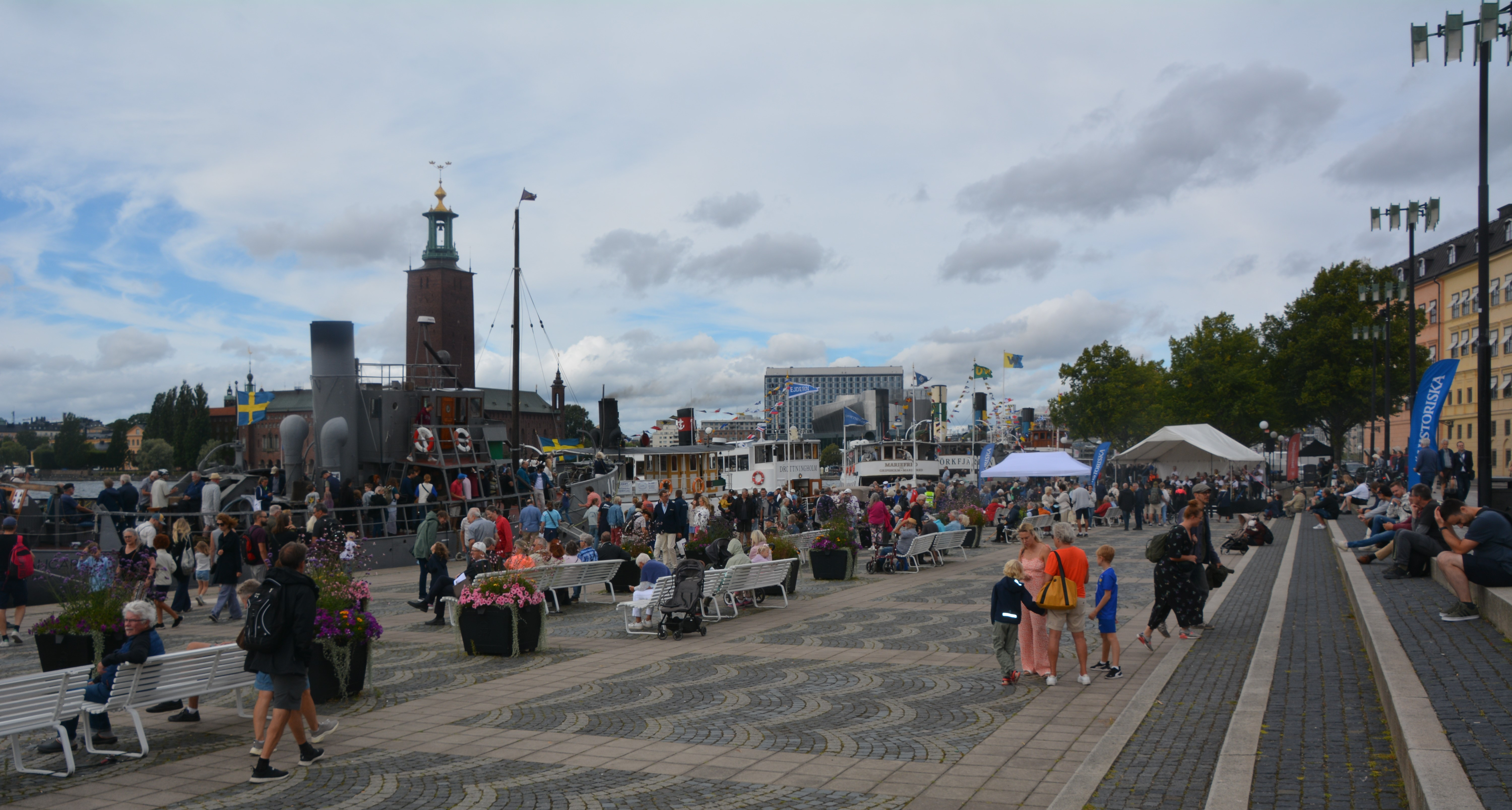
Riddarholmen under Stockholm Steam 2024

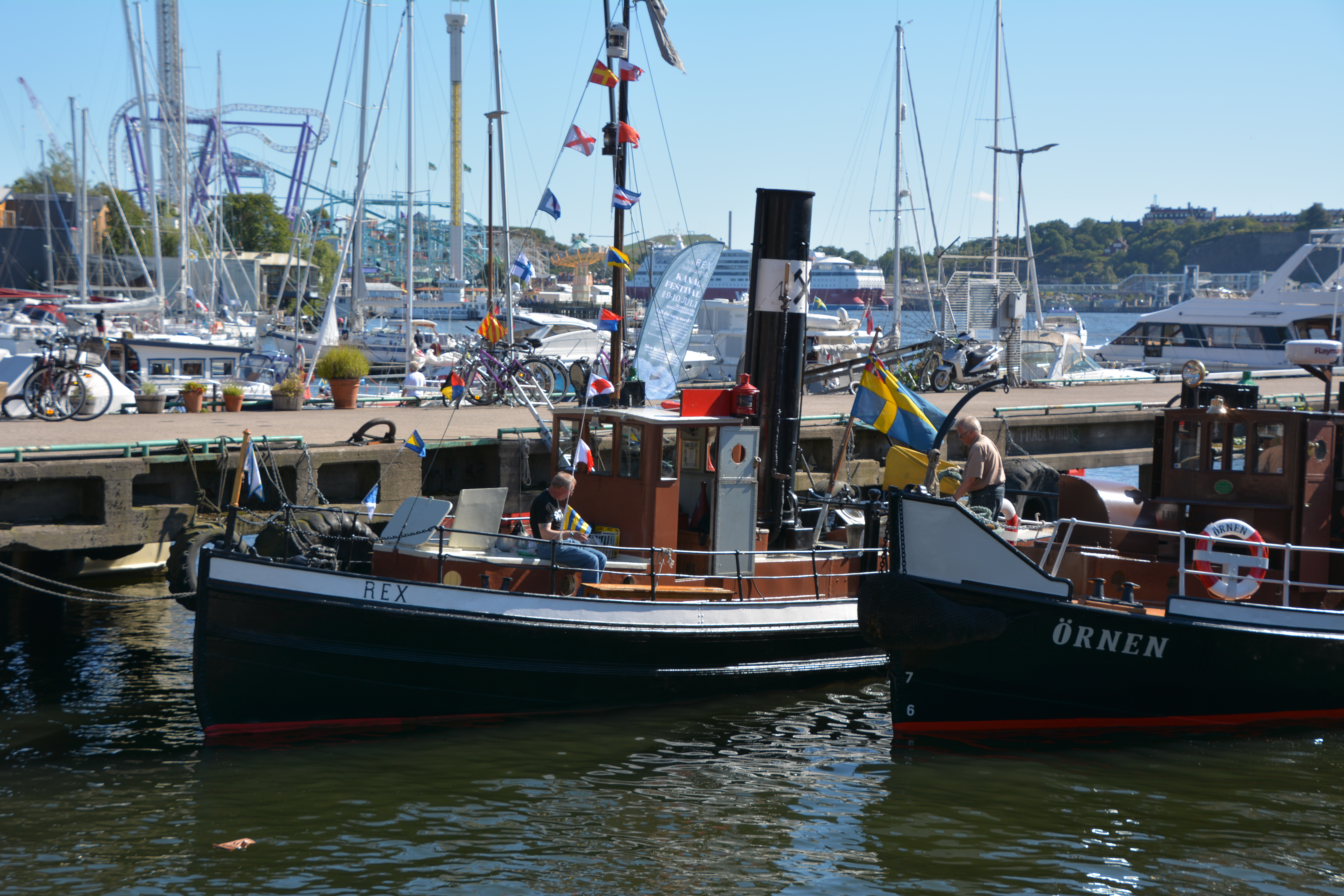
Bågserbåtarna Rex och Örnen på Stockholm Steam på Galärvarvet 2015

Stockholm Steam är en ångfartygsfestival, som anordnas i Stockholm sedan mitten av 2010-talet och som visar världens största samling ångbåtar.
År 2015 anordnade Sjöhistoriska museet i Stockholm en ångfartygsfestival den 14-17 augusti med anledning av att isbrytaren S/S Sankt Erik firade 100 år, där följande fartyg deltog

- S/S Sankt Erik
- S/S Trafik
- S/S Gerda
- Vedettbåten Sprängaren
- S/S Bohuslän
- S/S Ejdern
- S/S Mariefred
- S/S Blidösund
- S/S Rex
- Djurgården 3

Stockholm Steam har senare regelbundet anordnats av Sjöhistoriska museet först på Galärvarvet och senare på Riddarholmen. 
Den 27 augusti 2022 deltog följande fartyg:

- S/S Blidösund
- Djurgården 3
- S/S Drottningholm
- S/S Ejdern
- S/S Frithiof
- S/S Mariefred
- S/S Motala Express
- S/S Norrskär
- S/S Storskär
- S/S Tärnan

För ångfartygsfestivalen den 25 augusti 2024 ingick följande ångfartyg i programmet

- S/S Ejdern
- S/S Mariefred
- S/S Björkfjärden
- S/S Motala Express
- Djurgården 3
- S/S Storskär
- S/S Norrskär
- Vedettbåten Sprängaren
- S/S Drottningholm
- S/S Blidösund

## Bildgalleri

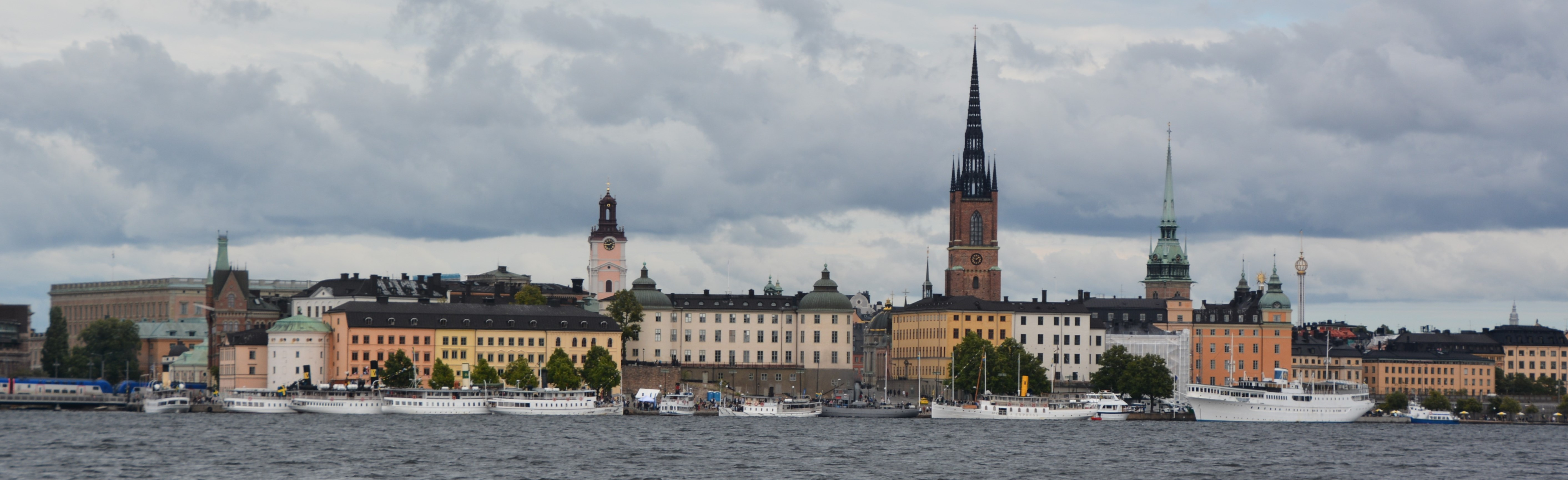
Riddarholmen under Stockholm Steam 2024

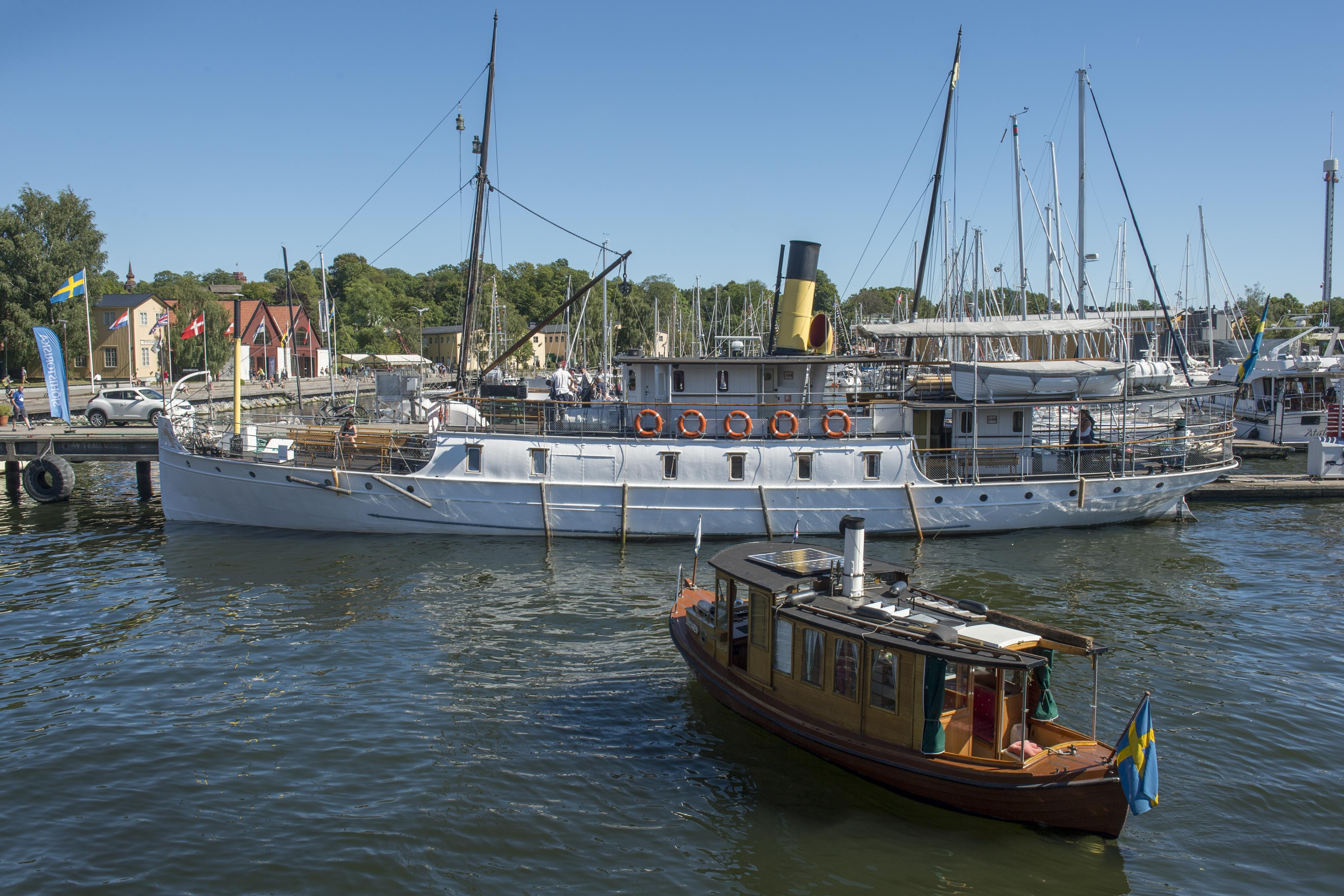
S/S Bohuslän på Stockholm Steam på Galärvarvet 2015
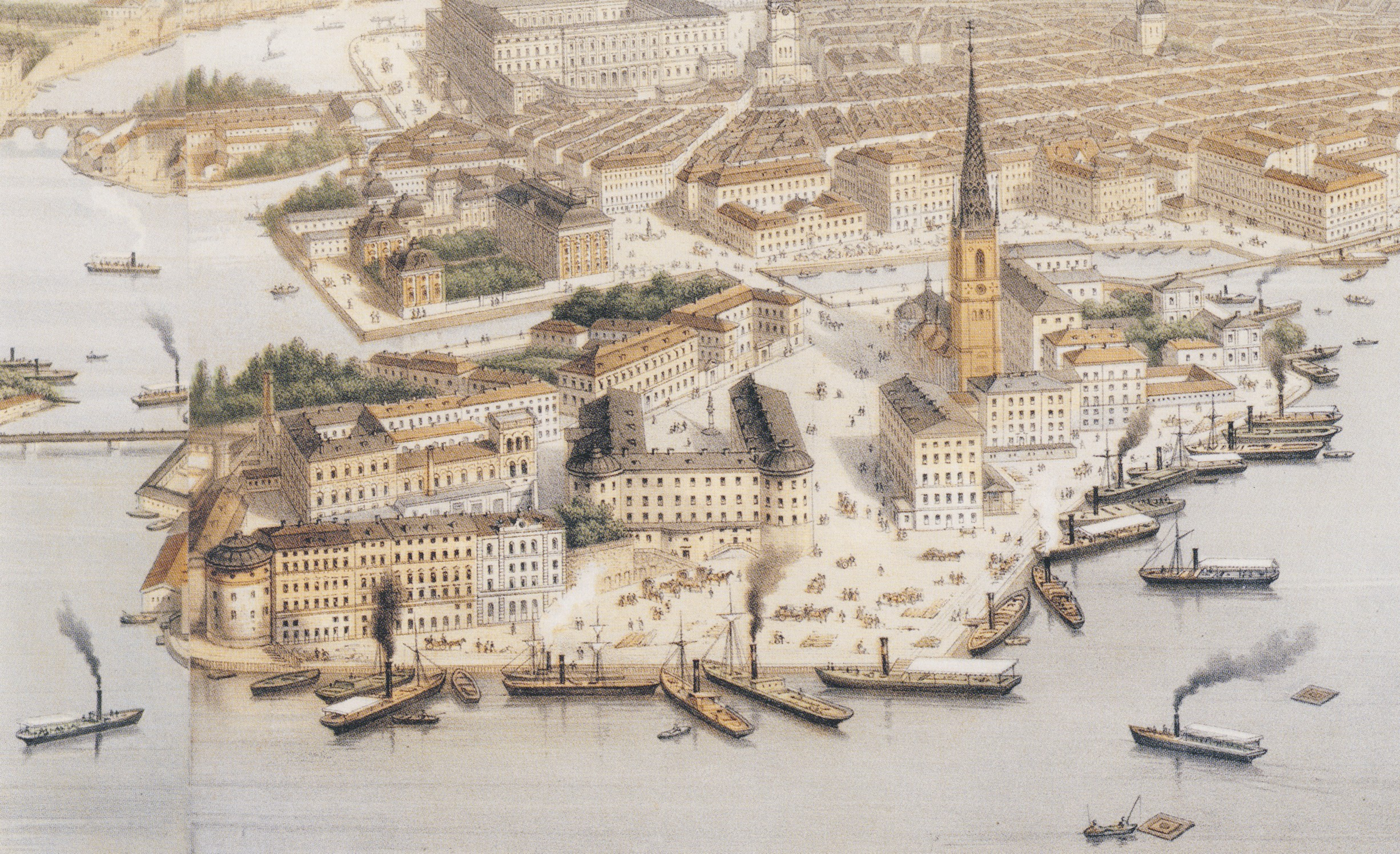
Ångbåtar vid Riddarholmen 1870, av Otto August Mankell
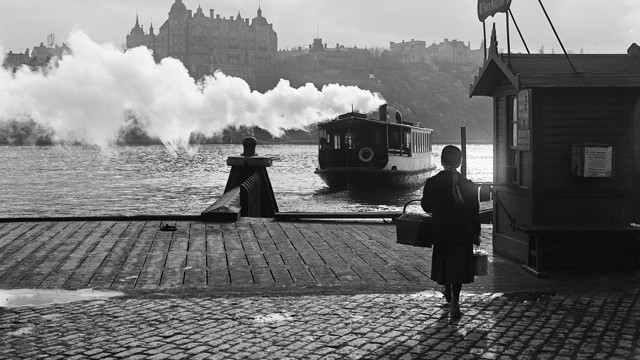
Färja vid Riddarholmskajen, 1905. Foto: Axel Malmström.
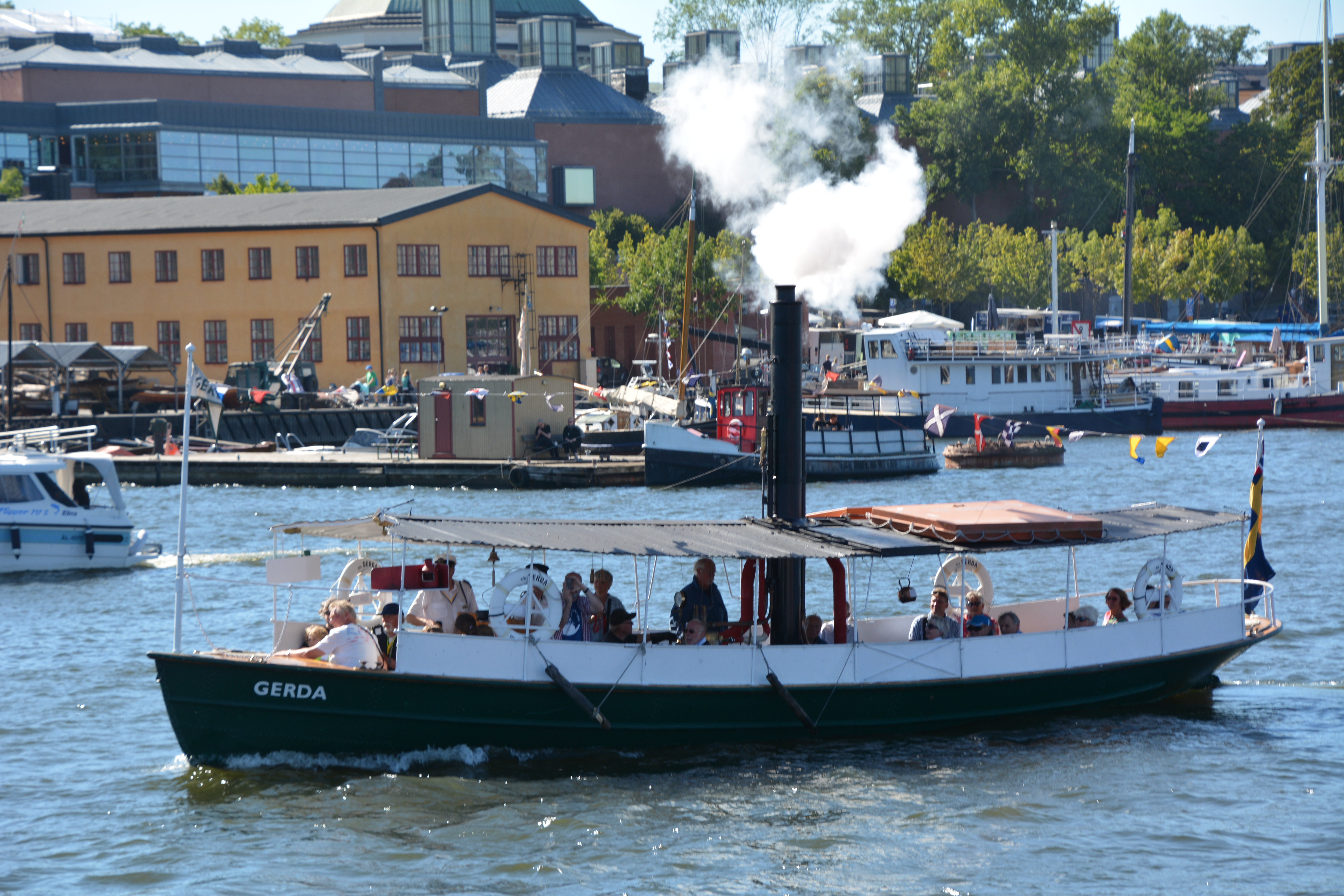
Ångslupen Gerda med tur för besökare, framför Skeppsholmen på Stockholm Steam 2015
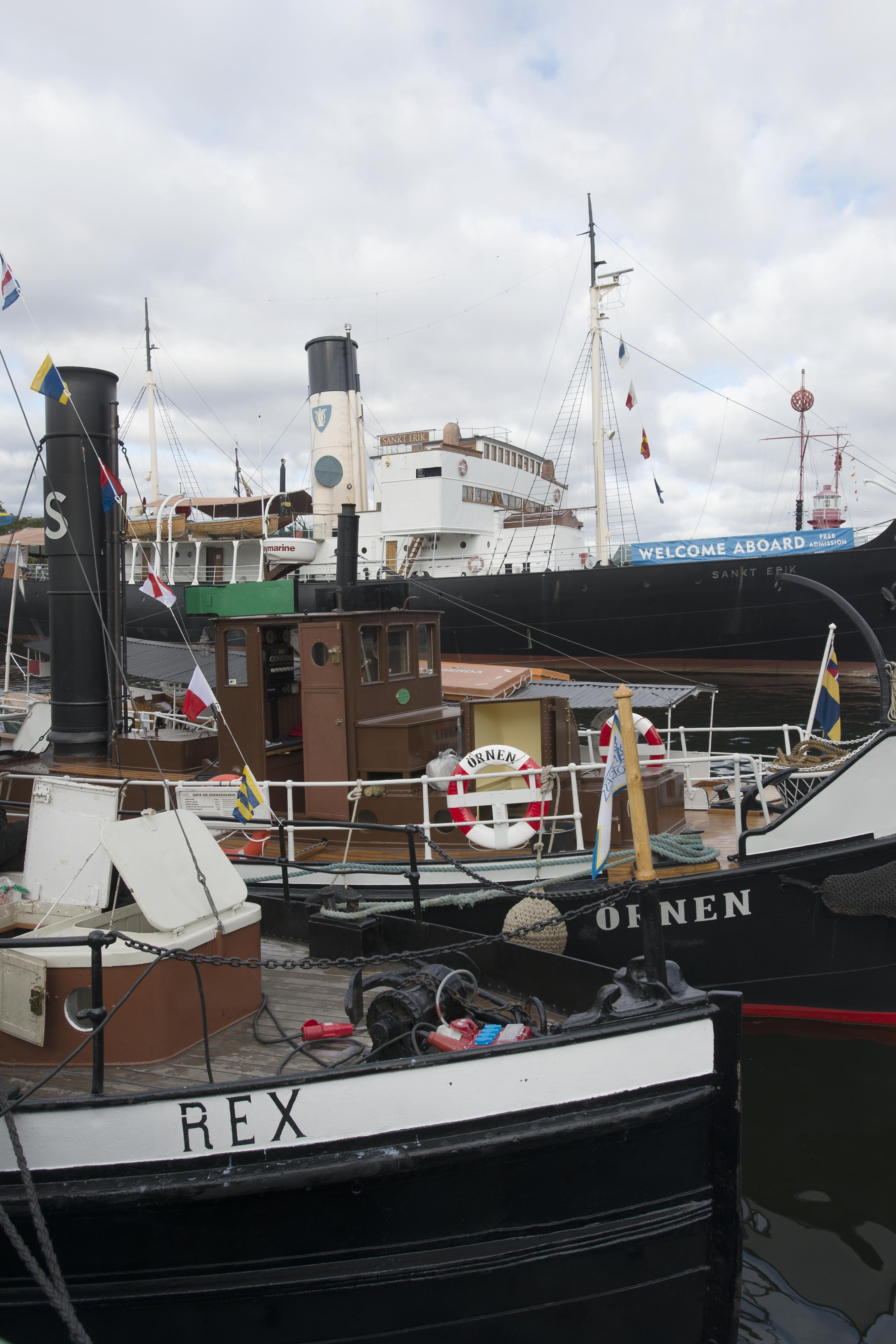
S/S Rex och S/S Örnen vid Galärvarvet 2015 med S/S Sankt Erik i bakgrunden
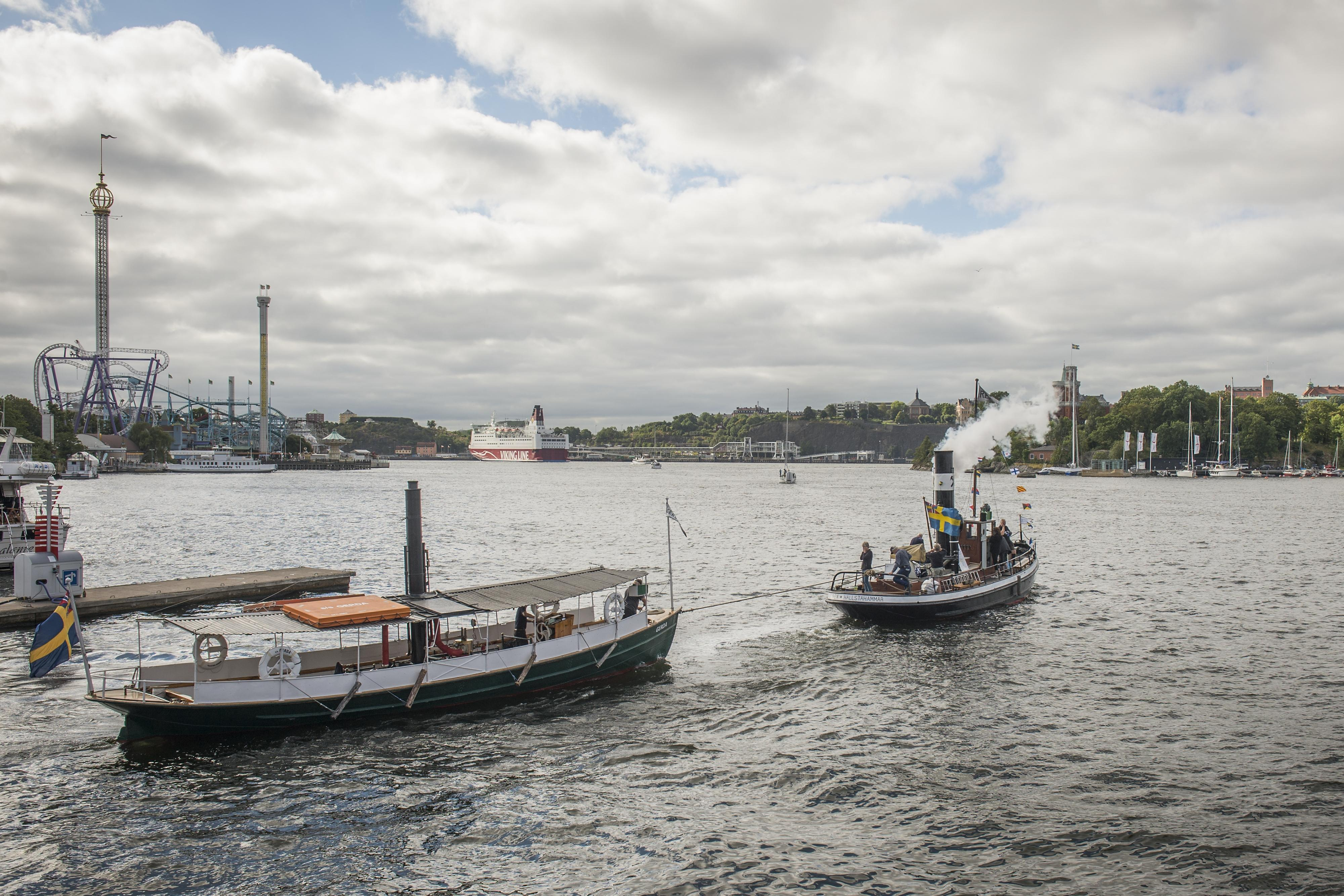
S/S Rex och S/S Gerda på Stockholm Steam vid Galärvarvet 2017
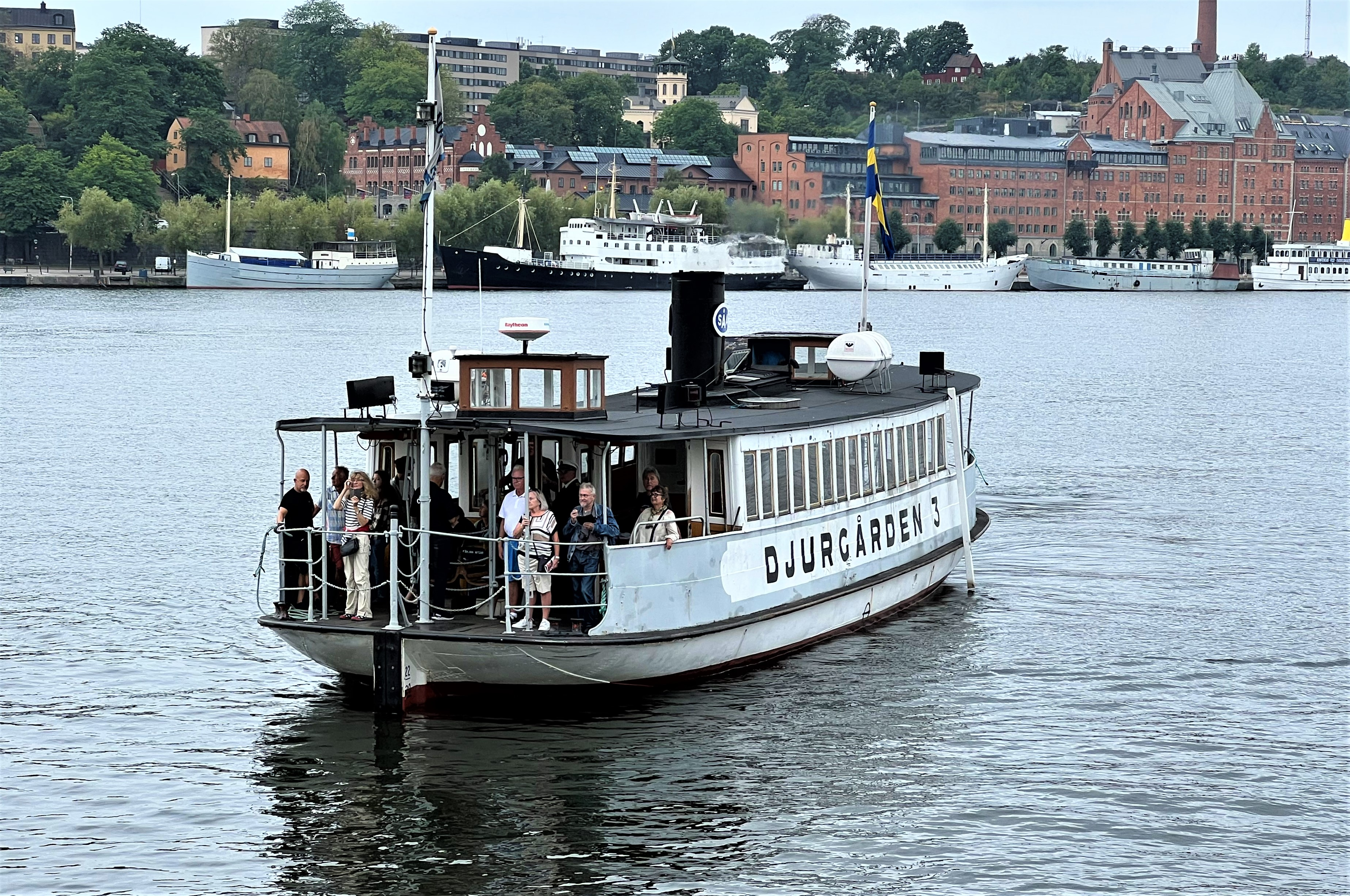
Djurgården 3 på Riddarfjärden med tur för besökare på Stockholm Steam 2022
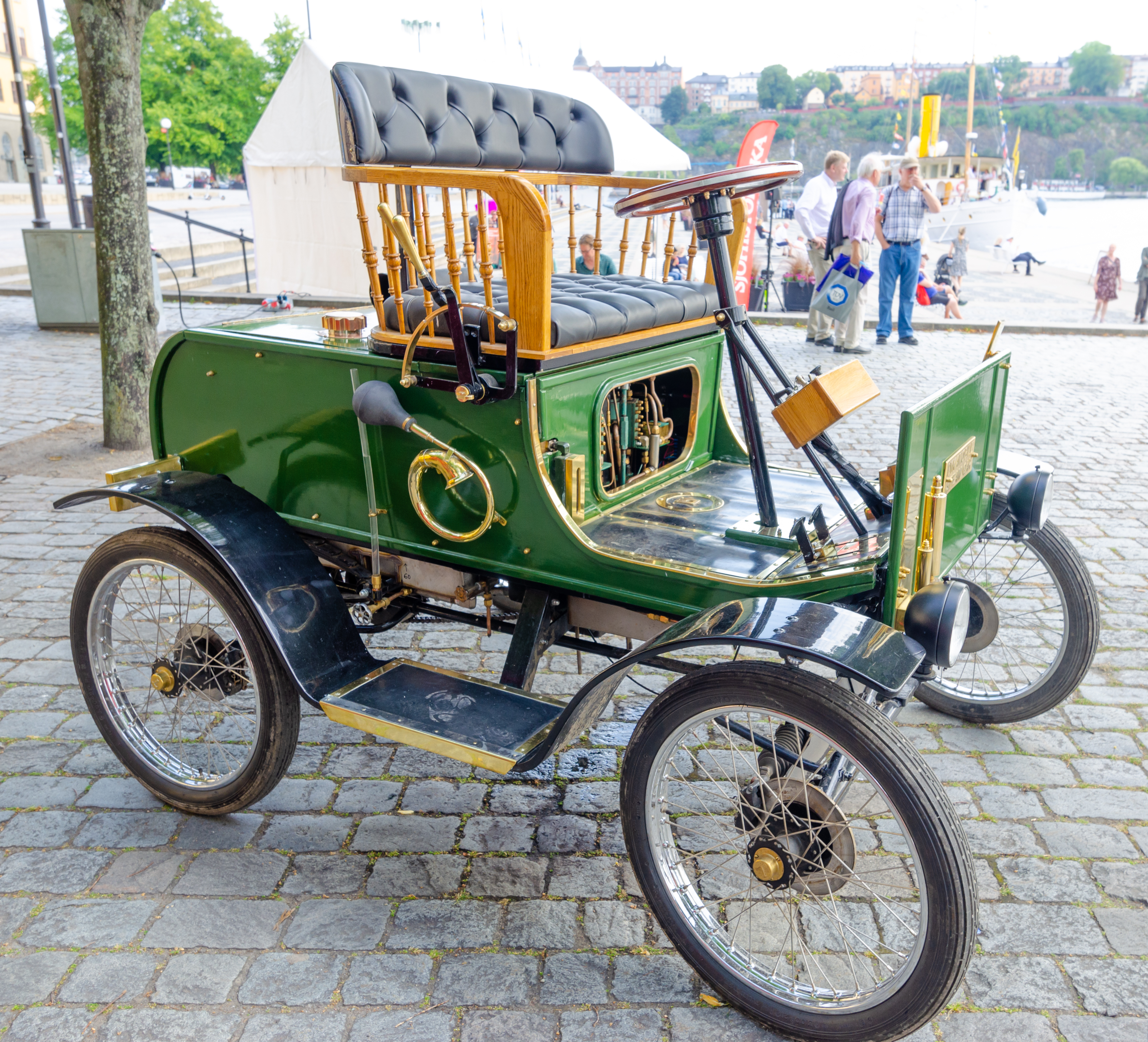
Replika av en amerikansk Locomobile från 1902 på Stockholm Steam 2022